# 이스트런던선
이스트 런던 선(East London Line)은 런던의 이스트엔드, 도클랜즈 및 사우스 지역을 통해 북쪽에서 남쪽으로 진행되는 런던 오버그라운드의 일부를 담당하는 철도 노선이다. 이전에는 런던 지하철의 노선 중 하나였다.
1869년 이스트 런던 철도 회사(East London Railway Company)에 의해 지어졌으며, 마차용으로 사용된 탬스 터널을 재사용하였다. 이 노선은 1933년 런던 지하철 네트워크의 일부가 되었다. 지하철(Underground) 네트워크의 일부로 거의 75년이 지난 후, 2007년 12월에 대규모 재개발 및 확장을 위해 일시 폐쇄되었고, 2010년 4월에 오버그라운드(Overground) 네트워크의 일부로 재개통되었다. 클래펌 정션의 종착역과 함께 사우스 런던 선과 연결되는 2구간은, 2012년 12월 9일에 개통하여 런던 내부의 순환 궤도가 만들어졌다.

## 역사

### 이스트 런던 철도의 설립
이스트 런던 철도는 이스트 런던 철도 회사(East London Railway Company)에 의해 개통되었으며, 이 회사는 6개의 철도 회사의 컨소시엄으로 창안되었다.(각각 그레이트 이스턴 철도(Great Eastern Railway, GER), 런던, 브라이턴 & 사우스 코스트 철도(London, Brighton and South Coast Railway, LB&SCR), 런던, 체셤 & 도버 철도(London, Chatham and Dover Railway, LCDR), 사우스 이스턴 철도(South Eastern Railway, SER), 메트로폴리탄 철도(Metropolitan Railway), 디스트릭트 철도(District Railway)이다.) 후자의 두 운영자는 현재 런던 지하철의 메트로폴리탄, 서클, 디스트릭트 및 해머스미스 & 시티 선을 운영했다. ELR은 1865년 5월 26일에 LB&SCR, GER 및 SER 노선 사이에 연결을 제공하기 위해 설립되었다.
이 회사는 마크(Marc)와 이점바드 킹덤 브루넬(Isambard Kingdom Brunel)이 1825년에서 1843년 사이에 마차용 객차를 위해 지은 탬스 터널을 재사용했다. 터널은 보행자만 사용하고 있음에도 불구하고 차량과 지붕 사이의 공간이 넓고 아치형으로 구분된 2개의 차도가 있으며, 탬스의 노스 뱅크의 와핑(Wapping)과 사우스 뱅크의 로더하이즈(Rotherhithe)를 이어준다. 토목공학의 개선은, 상업적으로 실패함과 함께 1860년대까지 불쾌하고 평판이 좋지 않은 장소가 되었다.
터널은 템스 강의 노스 및 사우스 뱅크 사이에 가장 동쪽의 땅 연결 지점이었고, 강 유역의 부두에 가깝고 양쪽 끝의 메인 라인 철도와 멀지 않았다. 터널을 철도로 전환하는 것은 새로운 터널을 뚫어서 만들지 않고도 크로스 탬스 철도(cross-Thames rail) 연결을 제공하는 이상적인 방법을 제공했다. 1865년 9월 25일, 이스트 런던 철도 회사는 터널의 소유권을 £800,000에 사들였다. 이후 4년 동안 회사에서는 기존 철도 노선과 연결하기 위해 터널을 통해 철도를 건설했다. 이 회사의 기술자는 존 호크쇼 경 (Sir John Hawkshaw)이었다. 그는 또한 브리스톨에서 I K 브루넬의 오랫동안 버려진 클리프톤 서스펜션 교(Clifton Suspension Bridge)의 주요 재설계 및 완성을 담당했다.
융자가 가능해짐으로 단계적으로 개통된 노선은 아래와 같다.:
- 1869년 12월 7일: 뉴크로스 게이트(또는 뉴크로스)에서 왑핑 간 개통, 런던,브라이턴 & 사우스코스트 철도(LB&SCR)에서 운영되었고, 뎁트퍼드 로드 역 (현재 서리 키스 역) 및 로더히스 역에 중간역이 있다.
- 1871년 3월 13일: 지금의 서리 키스 역의 남쪽에서 사우스 런던 선의 올드켄트 로드 역 간이 개통했다. 여객 수송은 1911년 6월 1일 이후 중단되었으며, 화물은 1964년을 끝으로 중단되고, 이후 폐선되었다. 2012년 하반기 이 구간의 복원 및 직선화가 이루어져 런던 오버그라운드의 여객 서비스로 이용되고 있다. (아래 참조)
- 1876년 4월 10일: 와핑에서 쇼디치 간이, 채워진 도크의 바닥을 따라 부분적으로 구성된 개착식 터널을 통해 개통했다. 쇼디치에서 그레이트 웨스턴 철도(The Great Eastern Railway)와 리버풀 스트리트가 연결되었다. 중간 역은 새드웰 역과 화이트채플 역에 있었다.
- 1880년 4월 1일: 뉴크로스 역 (사우스 이스턴 철도) 개업에 박차가 가해졌다.
- 1884년 3월 3일: 세인트 메리스 커브 (St Mary's Curve)를 사용하여 화이트채플 역 남쪽으로 메트로폴리탄(Metropolitan) 및 메트로폴리탄 디스트릭트 철도(Metropolitan District Railway) 개통에 박차를 가했다. 이를 통해 메트로폴리탄 철도 및 메트로폴리탄 디스트릭트 철도(디스트릭트) 열차는 그 해 말에 이스트 런던 철도에 대한 서비스를 시작했다. 이 박차를 통한 여객 수송은 1941년에 중단되었지만, 빈 열차는 나머지 저심도 지하철 네트워크로 이전하기 위해 유지되었다.

### 조기 사용

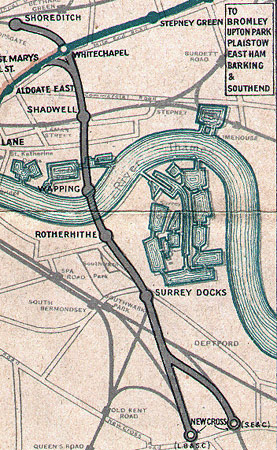
1915년의 이스트 런던 철도 노선도

이스트 런던 철도 회사 (East London Railway Company)는 인프라를 소유하고 있었지만 통제하는 철도로 운영되었다. 증기 열차는 처음에는 GER, LB&SCR 및 SER에서 운영되었다. LB&SCR은 LBSCR A1형 테리어 기관차를 사용했는데 William Stroudley가 부분적으로 이 노선을 염두에 두고 디자인했다.  이 차량은 승객과 화물 모두를 운송했으며, 1880년 4월부터 1884년 3월까지 LB&SCR은 리버풀 스트리트와 크로이던 간을, SER은 애디스콤과 리버풀 스트리트 간을 운행했다. 1884년 3월부터 9월까지 애디스콤에서 세인트 메리스 (MR & MDR 조인트 역)까지 SER 서비스가 제공되었다. 세인트 메리스에서 뉴크로스 (SER)까지의 메트로폴리탄 철도 서비스와 세인트 메리스에서 뉴크로스 게이트 (LB & SCR)까지의 메트로폴리탄 디스트릭트 철도 서비스가 1884년 10월 1일에 시작되었다. 10월 6일 해머스미스에서 뉴크로스 (SER)로, 해머스미스 (MDR)에서 뉴크로스(LB & SCR)로 서비스가 시작되었다.
20세기 초반에 켄트 지방의 탄전이 개발되기 전에, 북쪽의 석탄을 남부 런던에 공급하기 위해 메이드스톤과 브라이턴과 같은 멀리 떨어진 곳에 석탄을 저장하는 것이 중요한 수입원이었다. 노선의 북쪽 끝에 있는 접근은 어려웠다.: 열차는 26대의 화차로 제한되어 있었으며 그레이트 이스턴(Great Eastern)의 리버풀 스트리트 역으로 가야했고 ELR에 앞으로 나아갔다. 1900년 10월부터 스피타필즈(Spitalfields)의 그레이트 이스턴 석탄 창고에서 화이트채플 인근의 ELR siding까지의 추가 용량이 2톤의 화차를 운반하는 화차 리프트를 제공했다. 평면 교차는 1966년에 끝나고 리프트는 스피타필즈 창고에서 화재 발생 후 1967년에 폐쇄되었다.
메트로폴리탄 디스트릭트 철도가 1905년에 전철화 되면서, 1905년 7월 31일을 마지막으로 ELR을 사용하지 않게 되었다.; 메트로폴리탄 철도는 1906년 12월 2일 이후에 서비스를 일시 중단했다. LB&SCR 와 GER 서비스는 계속되었으며, SER 서비스는 1906년 12월 3일에 재개되었다.
노선이 전철화 되면서, 관리 철도에서 업그레이드 자금을 제공하고 메트로폴리탄 철도에서 차량을 제공했다. 전철 서비스는 1913년 3월 31일에 시작되어 두개의 남부 종착지에서 에지웨어 로드 역와 하이 스트리트 켄징턴 역을 경유하여 쇼디치 및 사우스 켄징턴 역으로 연결되었다. 1914년에는 사우스 켄징턴 행 서비스가 해머스미스 & 시티 선의 해머스미스 행으로 전환되었다.
1923년 그룹화 이후 런던 및 노스이스턴 철도(London and North Eastern Railway, GER의 후신)에서 상품 서비스를 운영했으며, 메트로폴리탄 철도는 승객 서비스를 계속 제공했다.

### 런던 지하철 시대

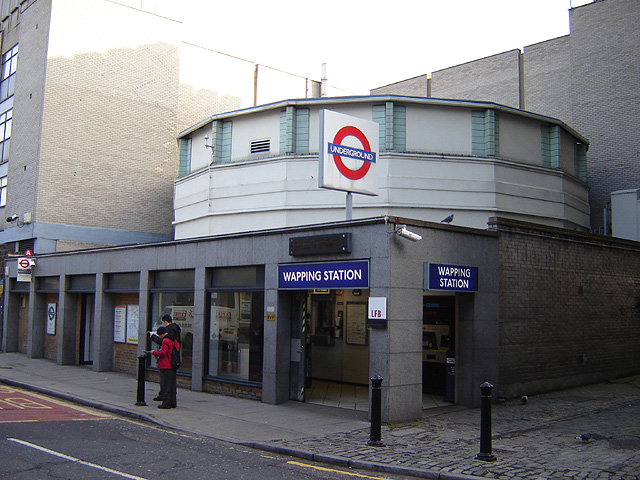
탬스 터널의 기존 북쪽 입구 샤프트에 위치한 이스트 런던 선의 와핑 역. 역은 1980년대에 재건되었다.

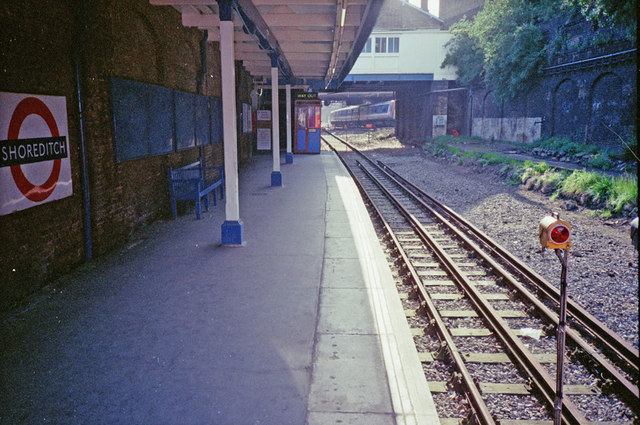
1991년 쇼디치 역 리버풀 스트리트 방면 승강장

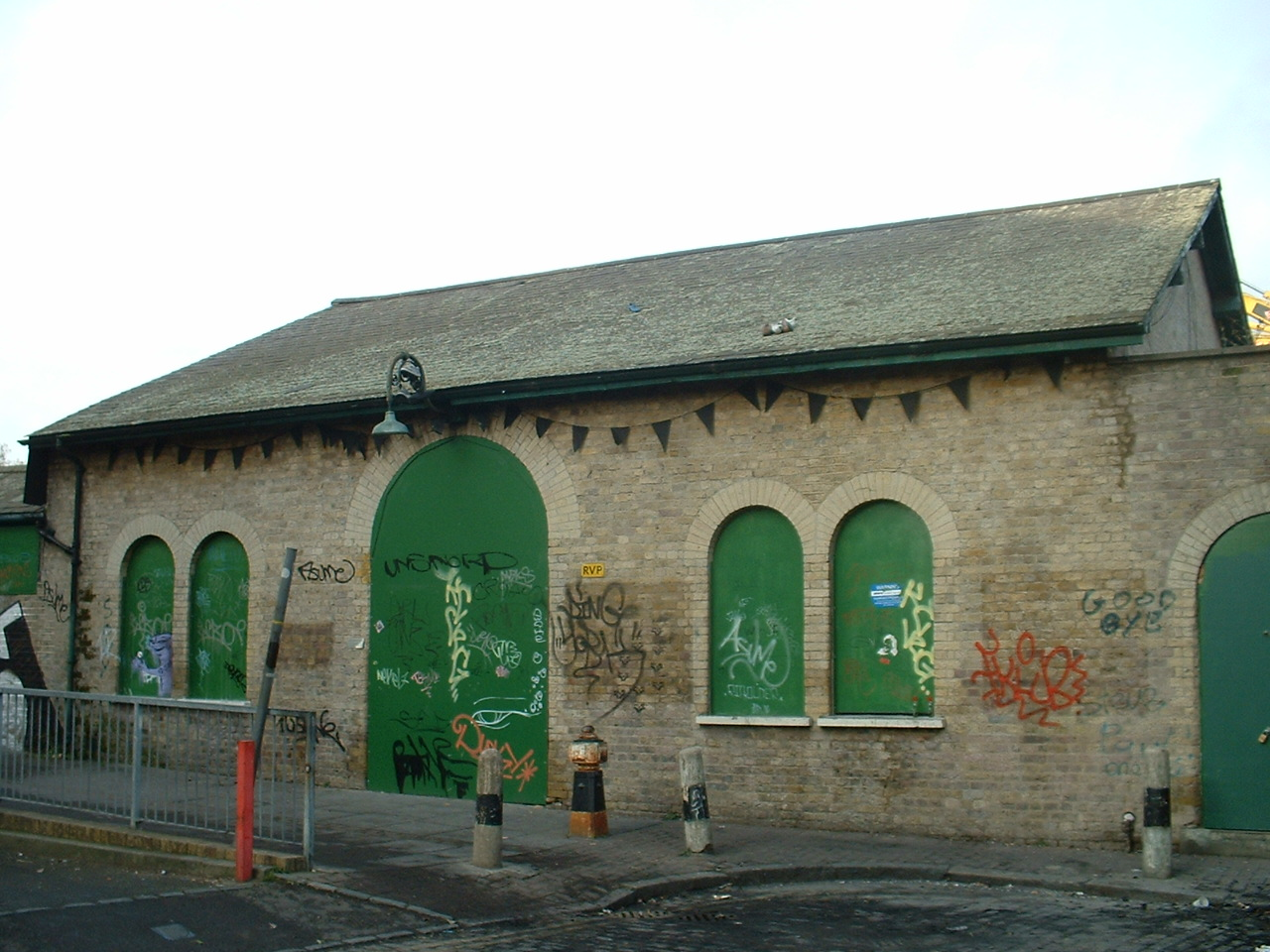
2007년 12월에 황폐화되고 그래피티가 그려진 쇼디치 역. 지하철로 93년 동안 지하철 역으로 운영된 후,2006년 6월 9일에 폐역 되었다.

1933년 이스트 런던 철도는 런던 여객 수송위원회(London Passenger Transport Board)의 통제하에 있었다. 인프라는 여전히 민영 소유이지만, 여객 서비스는 메트로폴리탄 선의 "이스트 런던 지선(East London Branch)"으로 운영되었다. 1948년에 철도는 국유화되었으며 지하철과 함께 영국 교통 위원회(British Transport Commission)의 일부가 되었다. 서비스는 1962년까지 노선을 계속 사용했으며, 1966년까지 리버풀 스트리트에서 가끔 여객 열차를 이용했다. 쇼디치를 리버풀 스트리트에 연결하는 짧은 길이의 선로는 1966년에 제거되었다. 쇼디치에 대한 서비스는 감소되었으며 화이트채플 역은 대부분의 시간 동안 북부 종착역이 되었다; 쇼디치 역이 2006년에 폐역할 무렵까지, 평일에는 피크 시간에, 그리고 대부분의 일요일에(브릭 레인 마켓을 위해) 열렸다.
서부 행/발 서비스는 지하철 초기 시기 동안 축소되었다. 해머스미스의 서비스는 1936년에 혼잡 시간 전용으로 단축되었으며 1941년에 철회됨에 따라, 이스트 런던 지선은 고립된 선으로 남게되었다. 지하철로 가는 유일한 환승역은 화이트채플에 있었고, 두 개의 뉴크로스 역에서 메인 라인 열차와 환승이 있었다. 1980년대와 1990년대에 두 개의 중요한 새로운 연결점이 생겼다.: 새드웰 역은 1987년 도클랜즈 경전철와의 환승역이 되었고, 1999년 캐나다 워터 역에서 주빌리 선과의 환승을 위한 역이 추가되었다.
이스트 런던 선의 정체성은 런던 지하철 시대에 상당히 변화되었다. 1933년과 1968년 사이의 지하철 노선도에는 메트로폴리탄 선과 같은 색으로 묘사되었다. 1970년에는 "메트로폴리탄 선 - 이스트런던 구간(Metropolitan line - East London Section)"으로 바뀌었고, 중간에 흰색 선이 추가된가있 보라색 메트로폴리탄 선으로 표시되었다. 1980년대에는 그 자체로 노선이 되었고,(여전히 메트로폴리탄 선과 함께 운영 그룹으로 분류되었지만) 1990년부터 노선도에서의 색이 주황색으로 바뀌었다
관리는 런던교통공사(TfL)가 책임을 가지고 있으나, 열차 운행은 계속하는 대신 공공-민간 파트너십을 통해 2003년에 메트로넷 컨소시엄으로 통과되었다.
TfL에 따르면 이 노선은 2007년 임시 폐쇄 이전에 연간 1070만명의 승객을 수송했다.

#### 물리적 특성
이 노선은 트래블카드 Zone 1을 관통하지 않는 유일한 지하철 노선이었다. 워털루 & 시티 선 다음으로 두 번째로 짧은 노선이었으며, 14분의 운행 소요시간을 가졌다. 그리고 9개의 역과 더불어 5.6 마일 (9.0 km)의 길이를 가졌다. 화이트채플에서 서리 키스까지 지하 터널에서 진행되었고, 나머지는 지상이나 반지하에 있었다. 노선의 대부분은 개착식으로 지어졌다. 가장 깊은 곳은 탬스 터널의 원래 입구 축에서 표면 아래로 60 피트 (18 m) 떨어진 와피 역에 있다.
뉴크로스 게이트의 뉴크로스 및 브라이튼 메인 라인 서비스에서 사우스이스턴 메인 라인 서비스와 연결되었다. 지하철 환승역은 캐나다 워터 역(주빌리 선)과 화이트채플 역(디스트릭트 선, 해머스미스 & 시티 선)이었다. 도클랜드 경전철과의 간접환승역은 새드웰 역으로, DLR 역은 약 160 피트 (49 m) 떨어져있었다. 환승로가 거리를 경유했음에도 불구하고, 발권이 허용되었다.
메트로폴리탄 및 디스트릭트 선과 연결되는 링크는 세인트 메리스 커브를 통해 화이트채플 역 바로 남쪽에 있다. 이것은 1941년부터 차량을 이용하지 못했지만 니스덴 역의 메트로폴리탄 선 차량기지로 차량을 옮기는데 여전히 사용되었다. 이 곡선은 화이트채플 역에 대한 북쪽 및 동쪽 방향 접근 방법에서 쉽게 볼 수 있지만, 2008년 1월 임시 선로가 디스트릭트 선과의 교차점에 가깝게 지어졌다..
선의 대부분은 복선이지만, 쇼디치 (Shoreditch) 역과 마지막 구간의 남부 종착지는 단선인데 이는 공간이 부족하기 때문이었다. 이 구간은 열차가 두 개의 남쪽 종착지 사이를 번갈아 가도록 요구했다.

#### 철도 차량
이 노선은 1960년에서 1962년 사이 셰필드의 크레이빈스(Cravens)에서 제조한 메트로폴리탄 선의 A60 및 A62 저심도 차량을 두 번에 걸쳐 사용했다. 향상된 서스펜션, 조명, 난방 및 환기를 통해 1994년에 업그레이드 되었다. 철도 차량은 주 메트로폴리탄 선에서 사용되는 차량과 정기적으로 교체되었으며 일반적으로 이스트 런던 선과 메트로폴리탄 선 노선도에 모두 탑재했지만, ELL 열차는 메트로폴리탄 선 열차와 달리 양단에 운전실이 있는 4량 편성 차량이었다. 체셤 셔틀(Chesham shuttle)은 8량 편성으로 운행했다. 메트로폴리탄 선 열차는 대부분 두 개의 단일 종단 장비였으며 각 종단에는 완전히 작동하는 운전실이 결합되어 있다. Met는 모든 ELL 열차를 사용할 수 있지만, ELL은 양 끝의 장치만 사용할 수 있다.
7대의 4량 차량이 선로를 운영했다. 이 노선은 짧은 승강장으로 인해 네트워크에서 가장 짧은 열차 중 일부로 운영했다. 소수의 기차로 인해 기물 파손으로 인한 붕괴, 열차 결함 또는 직원 부족으로 인한 파손에 특히 민감하다. 때로는 2000년대 초반에 두 대의 기차만 운행 중이었다. 열차는 단지 운전자에 의해 조작되었다. 경비원을 철회하기로 한 결정은 1985년 5월 전국 철도국 연합(National Union of Railwaymen)의 파업 실패를 유발했다.
니스덴(Neasden)의 메인 메트로폴리탄 선 차량기지에서 대규모 작업을 하면서, 뉴크로스(New Cross)근처의 작은 차량기지에서 소규모 유지 보수 및 설치 작업이 이루어졌다. 1985년에서 1987년 사이 D78형 차량은 A60 및 A62형 차량으로 대체되기 전까지 노선을 운영했다. 1970년대 동안에는 노선이 1938년식 튜브 차량에 의해 운영되었다.

#### 역 목록
런던 지하철의 대부분 기간 동안 운영된 역을 북쪽에서 남쪽순으로 나열하였다.:
| 역명                                                      | 개업일자        | 지하철 서비스 시작일 | 참고 |
| --------------------------------------------------------- | --------------- | -------------------- | --- |
| 쇼디치 (현재 쇼디치 하이 스트리트 역으로 대체) Shoreditch | 1876년 4월 10일 | 1913년 3월 31일      | 오버그라운드로 전환을 위한 전체 노선의 일시 폐쇄 이전에, 2006년 6월 9일에 일시 폐역.                     |
| 화이트채플 Whitechapel                                    | 1876년 4월 10일 | 1913년 3월 31일      | 디스트릭트 선과 해머스미스 & 시티 선으로 환승 가능.                                                      |
| 새드웰 Shadwell                                           | 1876년 4월 10일 | 1884년 10월 1일      | 도클랜즈 경전철으로 환승 가능.                                                                           |
| 와핑 Wapping                                              | 1869년 12월 7일 | 1884년 10월 1일      | 로더히스 행 탬스 터널 링크                                                                               |
| 로더히스 Rotherhithe                                      | 1869년 12월 7일 | 1884년 10월 1일      | 와핑 행 탬스 터널 링크                                                                                   |
| 캐나다 워터 Canada Water                                  | 1999년 8월 19일 | 1999년 8월 19일      | 1999년 9월 17일에 주빌리 선 연장 구간 개통과 함께 환승역이 됨.                                           |
| 서리 키스 Surrey Quays                                    | 1869년 12월 7일 | 1884년 10월 1일      | 개통 당시 뎁트퍼드 로드(Deptford Road), 1911년에 서리 독스(Surrey Docks), 1989년에 현재의 이름으로 개명. |
| line splits                                               |                 |                      | |
| 뉴크로스 게이트 New Cross Gate                            | 1869년 12월 7일 | 1884년 10월 1일      | 서던 메인 라인 서비스로 환승 가능. 1839년에 뉴크로스(New Cross)로 메인 라인 역이 개업, 1923년에 개명.    |
| 뉴크로스 New Cross                                        | 1880년 4월 1일  | 1884년 10월 1일      | 사우스이스턴 메인 라인 서비스로 환승 가능. 1850년에 메인 라인 역이 개업.                                 |

### 오버그라운드로 전환

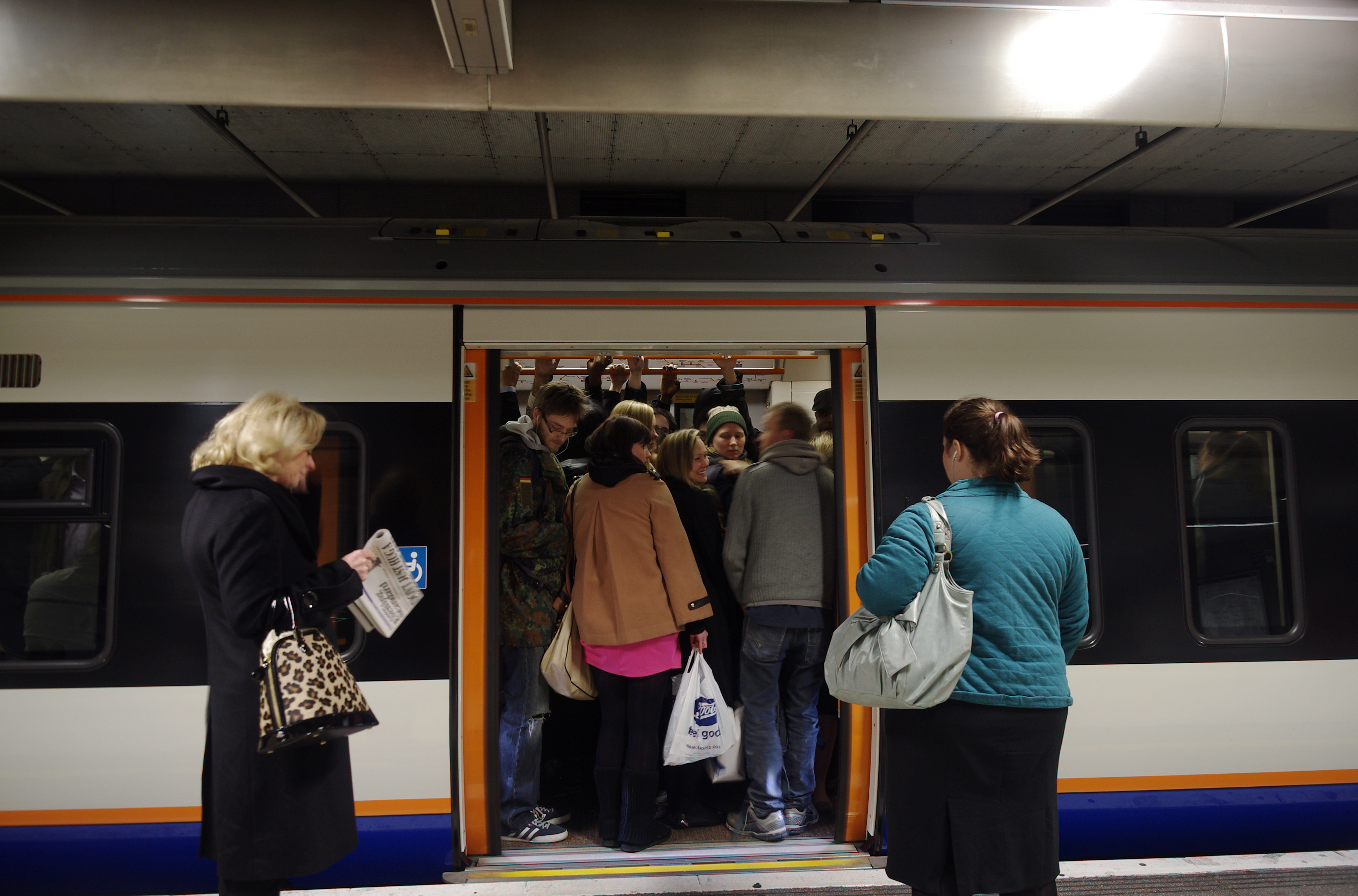
캐나다 워터 역에 정차한 378형 열차.

이스트 런던 선 확장 공사는 2005년에 시작되었으며 지하철 서비스는 2007년 12월에 중단했다.
2007년 런던 버스 루트 ELW 화이트채플 - 새드웰 - 와핑 노선이 도입되었다. 매 10분마다, 저녁과 주말에는 매 15분마다 운영되었다. 이 버스는 노선 표시가 붙은 1층 버스로 운영했다. 2007년 12월 23일부터 운행을 시작했고 2008년 7월 19일부터 화이트채플에서 쇼디치(월요일-금요일 07:00-10:30 & 15:30-20:30, 일요일 07:00-15:30)까지 연장되었다. 노선의 빈도는 2009년 9월에 시간당 4대의 버스로 줄였다. 2010년 4월 28일부터 주말 전용으로 축소되었으며 2010년 5월 9일에 폐지되었다.
2006년과 2008년 5월 사이에 다른 철도 대체 버스가 제공되었다. 루트 ELS(Route ELS) 화이트채플 - 쇼디치 (월-금 07:00-10:30 & 15:30-20:30, 일요일 07:00-15:30) 2006년 6월 10일에 시작되어 2008년 7월 19일 폐지되었다. ELW의 피크 시간 연장으로 대체되었다.
런던 버스 루트 ELC(London Buses route ELC) 뉴크로스 게이트 - 뉴크로스 - 서리 키스 - 캐나다 워터 (월요일-금요일마다 매5-10분, 주말은 매15분)는 2007년 12월 23일에 시작되었다. 2009년 9월 25일 승객 수 40% 감소에 따라 폐지되었다. 런던교통국은 2010년 6월까지 1백만 파운드를 절약했다고 추정했다.
런던 버스 루트 ELP(London Buses route ELP) 캐나다 워터 - 로더히스 (매 15분마다)는 2007년 12월 23일에 시작되어 2008년 2월 24일에 이용객이 적어 폐지되었다. 표는 일반 노선 381번에서 버몬드세이(Bermondsey)와 캐나다 워터 구간에 유효하다.
이전 이스트 런던 선 폐쇄와 달리, 로더히스 터널을 통해 탬스 강을 가로 지르는 대체 버스 서비스가 제공되지 않았다. 런던 교통국은 수요가 매우 높을 것이고 버스 배차 간격이 30초마다 한 대가 되어야 할 정도로 짧을 것이라고 우려했다. 또한 로더히스 터널은 이전의 경우에 사용된 너비가 7 피트 (2.1 m)가 넘지 않는 차량에만 국한된다는 문제가있었다. 그러나 2007년까지 상업용으로 사용할 수 있는 저상 차량은 없었다. 이 넓이를 가진 유일한 것들은 이전에 사용된 것처럼 고상 형태의 미니 버스였다. 이 시간까지의 버스 정책은 100% 저상이었기 때문에 그러한 서비스가 제공 될 수 없음을 의미했다.
제한된 열차 서비스(limited train service)가 2010년 4월 27일에 도입되었으며, 전체 서비스가 2010년 5월 23일에 시행되었다.

### 연장구간의 역사
대부분 고가에 위치한 하이버리(Highbury) 및 이슬링턴(Islington)에서 쇼디치(Shoreditch)에 이르는 노선은 1865년에 개통했다. 이것은 노스 런던 철도에 의해 여객 열차가 시티오브런던로 갈 수 있도록 시티 지선(city branch)으로 건설되었다.  원래 지어 졌던 노선은 달스턴 정션(Dalston Junction), 헤겔스턴(Haggerston), 쇼디치(Shoreditch), 그리고 브로드 스트리트(Broad Street)의 큰 종착역으로 총 4개를 가지고 있었다. 달스턴 정션에서 노스 런던 선 동쪽 방면으로 분기되어 스트랫포드(Stratford)와 포플러(Poplar)에 서비스를 제공한다. 이 경로는 1944년 여객 운행을 종료하였다.
그 절정기에, 브로드 스트리트 역은 리버풀 스트리트 역과 런던 빅토리아 역 다음으로 런던에서 세 번째로 분주한 역이었다. 20세기 초, 1902년에 열차는 분(分)당 2700 만명이 넘는 승객들과 함께 러시아워에 브로드 스트리트 역에 도착하거나 출발했다. 버스와 전차의 경쟁으로 인해 역의 교통량이 정체되었으며, 제2차 세계 대전 당시 폭탄 피해로 1940년에 헤겔스턴 역과 쇼디치 역이 폐쇄되었다. 노선은 1950년대까지도 여전히 바삐 운행되었으며, 이스트 코스트 본선, 웨스트 코스트 본선 및 기타 노선에서 통행을 받아들였다. 그러나 전후의 이용 감소로 1986년에 닫혔다. 브로드 스트리트 역 부지가 즉시 공사에 판매되어 브로드게이트 개발이 이루어졌으나, 북쪽 구간은 보류되었다. 현재 헤겔스턴 역과 달스턴 정션 역은 원래의 위치와 그 옆에 건설되었지만, 쇼디치 하이 스트리트 역은 두 경로를 연결하는 새 위치에 정렬되었다.

## 연장 구간

### 1차

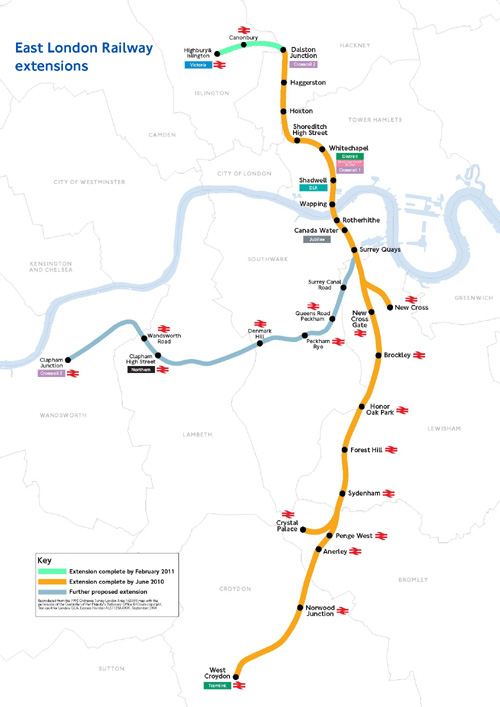
이스트 런던 선 연장 계획은 2006년에 계획되었다. 달스턴 정션 및 클래펌 정션은 계획중인 크로스레일 2(첼시-해크니) 노선과의 환승역으로 계획 및 표시되어 있다.

이전 노선의 화이트채플 역(Whitechapel) 북쪽으로 2.2 마일 (3.5 km)로 뻗는 새 연장 노선은 새로운 역 쇼디치 하이 스트리트 역, 혹스턴 역, 헤겔스턴 역, 달스턴 정션 역으로 구성되며, 화이트채플과 브로드 스트리트(Broad Street) 고가교 사이의 새로운 궤도 및 거리의 사용되지 않는 대부분의 궤도로 되어 있다. 2011년 2월에는 하이베리&이슬링턴 역까지의 구간이 연장되었다.
브라이튼 메인 라인(Brighton Main Line)의 런던 브리지 역(London Bridge) 암(arm)에 연결하기 위해 남쪽으로 연장되었으며 뉴크로스 게이트(New Cross Gate)의 북쪽으로 고가 횡단도를 통해 연결되었다. 뉴크로스 게이트 주변의 새로운 고가 횡단로 및 관련 작업물 이외에, 거의 대부분의 구간이 기존의 선로를 사용하며, 브로클리 역, 오너 오크 파크 역, 포리스트힐 역, 시드넘 역, 펜지 웨스트 역, 크리스탈 플레이스 역(지선 경유), 아넬리 역, 노우드 정션 역을 경유하여 웨스트 크로이던 역까지 남쪽으로 달린다.
이스트 런던 선 연장의 1단계 대부분의 공식 개통은 2010년 5월 23일에 있었다.
노선 이용은 전년 1040만 명의 승객 수에서 3,540만 명으로 증가할 것으로 전망되며, 2단계가 완공되면 5천만 명으로 늘어날 전망이다. 런던 교통 공사는 20대의 새로운 4량 378형 봄바디어 캐피탈스타(Capitalstar) 전기 동력분산식 열차을 인수하여 노선에 운행했다. 이스트 런던 선은 노스 및 웨스트 런던 선의 이중 전압 378과 달리 모든 전동차와 마찬가지로 제3궤조 전기 공급 장치로부터 전력을 공급받을 수 있지만 역전 설비가 될 가능성이 있다.
궤도 및 북부 연장은 TfL 소유권하에 있으며, 달스턴 정션에서 서리 키스까지의 역들은 런던 오버그라운드 네트워크의 일부이다. 연장은 화이트채플에서 달스턴 정션으로 북쪽으로 가며 남쪽은 크리스탈 플레이스와 웨스트 크로이던 역까지 이어진다.

### 하이베리&이슬링턴 연장
노선은 2011년 2월 28일 하이베리&이슬링턴 발 북쪽으로 이전에 발표 된 것보다 2개월 더 일찍 연장되었고, 대부분의 시간대에 시간당 열차 8대가되었다. headcode 9A20의 첫차는 09:55 하이베리&이슬링턴 - 크리스탈 플레이스이었는데, 플랫폼 2에서 정시에 출발하여 4량 378기의 차량으로 구성되었다.

### 이스트 런던 선 2차 연장
서리 키스 남쪽에서 네트워크 레일 사우스 런던 선을 경유하여 퀸스 로드 페컴, 페컴 라이, 덴마크 힐, 클래펌 하이 스트리트, 원즈워스 로드를 거쳐 클래펌 정션으로 연결되는 6.7 마일 (10.8 km)의 연결 노선이 2012년에 추가로 개통한다. 서리 카날 로드의 새로운 정거장도 계획되었지만, 2009년에는 보류 상태에 놓였는데, 나중에 완성하기 쉽도록 적절한 '박스(box)'가 작업의 일부로 제공된다. 하이베리&이슬링턴 과 클래펌 정션 간을 운행하는 서비스는 2012년 12월 9일에 시작되었다. Wandsworth Road에서 Battersea Park까지 하루에 한 두 개의 서비스가 있으며, 그 경로를 따라 의회 열차(parliamentary train)로 운행된다.
이 연장은 1913년 이후 서비스를 보지 못했던 서리 키스와 퀸스 로드 페컴 역 구간을 직선화 시킨다. "새로운" 단면도는 서리 키스 역의 남쪽에 이스트 런던 선에서 분기하고 폐역된 올드 켄트 로드 역(Old Kent Road station)의 북쪽에 있는 사우스 런던 선에 합류한다. 이 루트는 브리지하우스 미도우스(Bridgehouse Meadows) 공용 광장을 둘러싼다. 이는 건설 현장으로 사용되었으며, 공사가 끝나면 일반인에게 사용하도록 복원되었다. 서리 카날 로드의 기존 보행자용 다리와 보조 교각은 철도 교량을 건설하기 위해 철거된다. 서리 카날 로드의 이용 감소에 대한 해당 작업 계획은 철도가 적당한 높이에서 교차 할 수 있게 하는 30°(3.3 %)의 경사로 1인치의 고가로가 채택되면서 시행되지 않았다.

### 향후 계획
증가하는 수요에 대처하기 위해, 노선에서 운용하는 378형 차량이 5량까지 연장되었다. 신규 노선은 적어도 5 량 차량에 대응하는 승강장을 갖거나 승강장 확장을 위한 공간을 제공하지만 일부 역은 확장할 수 없으므로 문의 일부만 계폐하는 SDO(selective door opening) 방식을 쓰고 있다.

## 그림

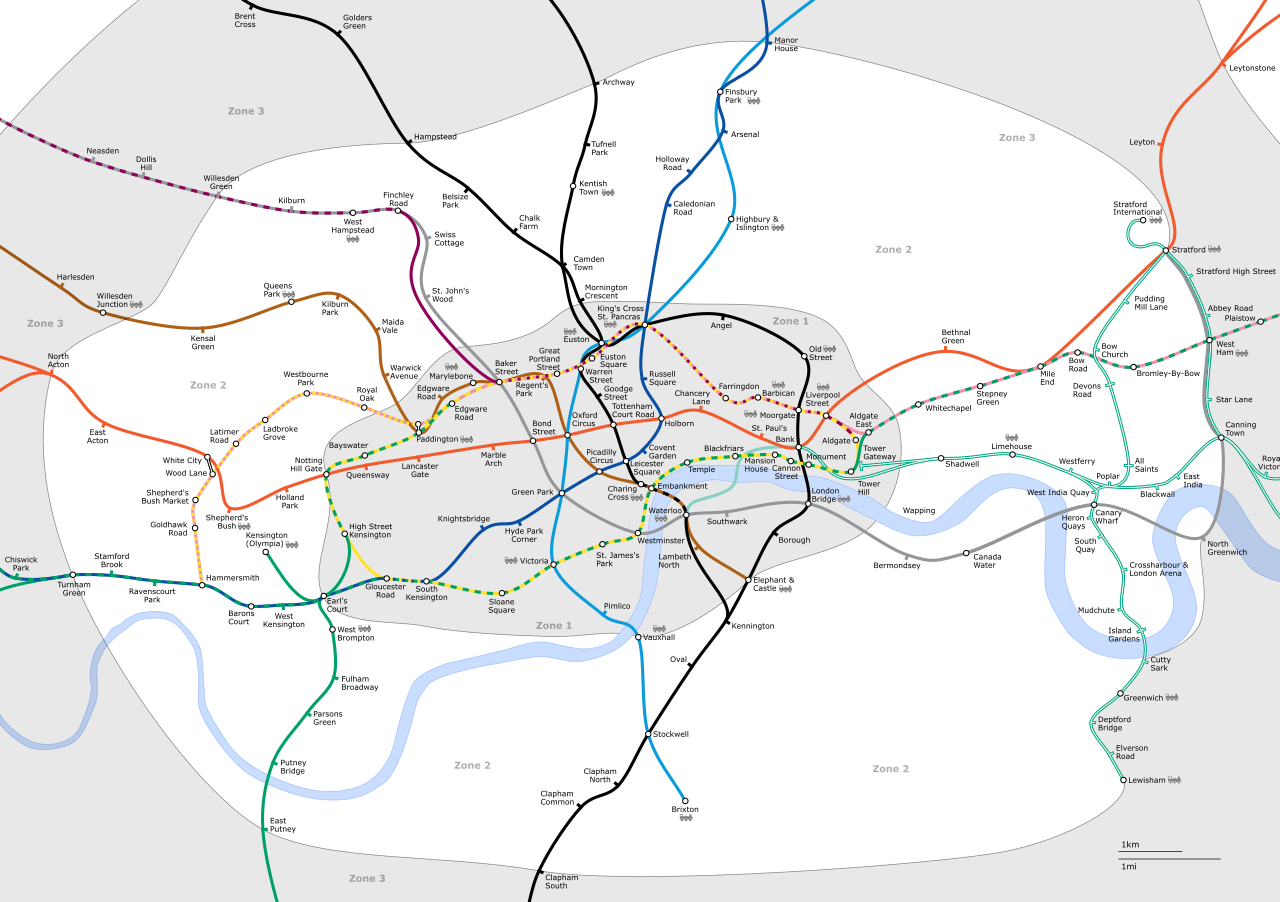
이스트 런던 선이 표시된 런던 지하철 zones 1 & 2 노선도 (노선도의 오른쪽 방향에 표시)
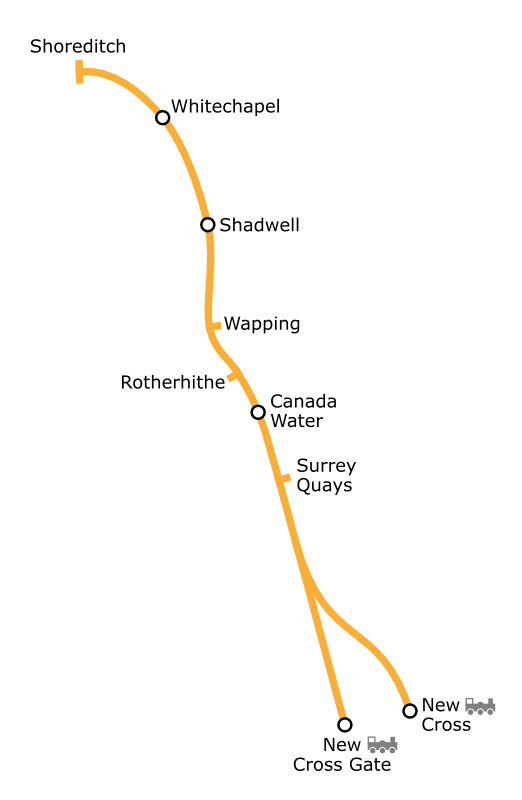
런던 지하철 이스트 런던 선 노선도

## 참고 문헌
- Wayne Asher. 2015. A Very Political Railway - the rescue of the North London Line. ISBN 978-1-85414-378-5
- John Glover. 2013. London's Overground. ISBN 978-0-7110-3524-9